# Slavkov pod Hostýnem
Slavkov pod Hostýnem – gmina w Czechach, w powiecie Kromieryż, w kraju zlińskim. Według danych z dnia 1 stycznia 2012 liczyła 598 mieszkańców.